# Ribeira de Carenque
A ribeira de Carenque ou ribeira das Águas Livres é um curso de água português que nasce na vertente sul das colinas da serra da Carregueira que correm de Dona Maria ao sítio do Gafanhoto (Olival do Santíssimo), no município de Sintra, e cujas águas se juntam às do rio Jamor imediatamente a sul do Palácio de Queluz. A bacia hidrográfica desenvolve-se nos municípios de Sintra, Odivelas e Amadora.
Na ribeira de Carenque situa-se a Barragem romana de Belas, o Aqueduto romano da Amadora, importantes estruturas de captação e adução do Aqueduto das Águas Livres – a antiga obra de abastecimento de água da zona ocidental de Lisboa –, a Nascente e Aqueduto da Gargantada e a Ponte Filipina de Carenque de Baixo.